# Tim Smyczek
Tim Smyczek (ur. 30 grudnia 1987 w Milwaukee) – amerykański tenisista.

## Kariera tenisowa
Zawodowy tenisista w latach 2006–2019.
W grze pojedynczej w zawodach wielkoszlemowych zadebiutował podczas US Open 2010, przegrywając w 1. rundzie z Thomazem Belluccim.
W grze podwójnej Amerykanin w lipcu 2013 roku awansował do finału zawodów ATP World Tour w Newport, gdzie tworzył parę z Rhyne’em Williamsem.
W rankingu gry pojedynczej Smyczek najwyżej był na 68. miejscu (6 kwietnia 2015), a w klasyfikacji gry podwójnej na 160. pozycji (24 lutego 2014).

### Finały w turniejach ATP World Tour
| Legenda                                      |
| -------------------------------------------- |
| Wielki Szlem                                 |
| Igrzyska olimpijskie                         |
| Tennis Masters Cup / ATP Finals              |
| ATP Masters Series / ATP Tour Masters 1000   |
| ATP International Series Gold / ATP Tour 500 |
| ATP International Series / ATP Tour 250      |

#### Gra podwójna (0–1)
| Końcowy wynik | Nr | Data          | Turniej | Nawierzchnia | Partner        | Przeciwnicy                          | Wynik finału      |
| ------------- | -- | ------------- | ------- | ------------ | -------------- | ------------------------------------ | ----------------- |
| Finalista     | 1. | 15 lipca 2013 | Newport | Trawiasta    | Rhyne Williams | Nicolas Mahut Édouard Roger-Vasselin | 7:6(4), 2:6, 5–10 |